# Zagradec pri Grosupljem
Zagradec pri Grosupljem (Duits: Zagratz) is een plaats in Slovenië en maakt deel uit van de gemeente Grosuplje in de NUTS-3-regio Osrednjeslovenska. De plaats telde 226 inwoners op 1 januari 2020.